# 더블 액트

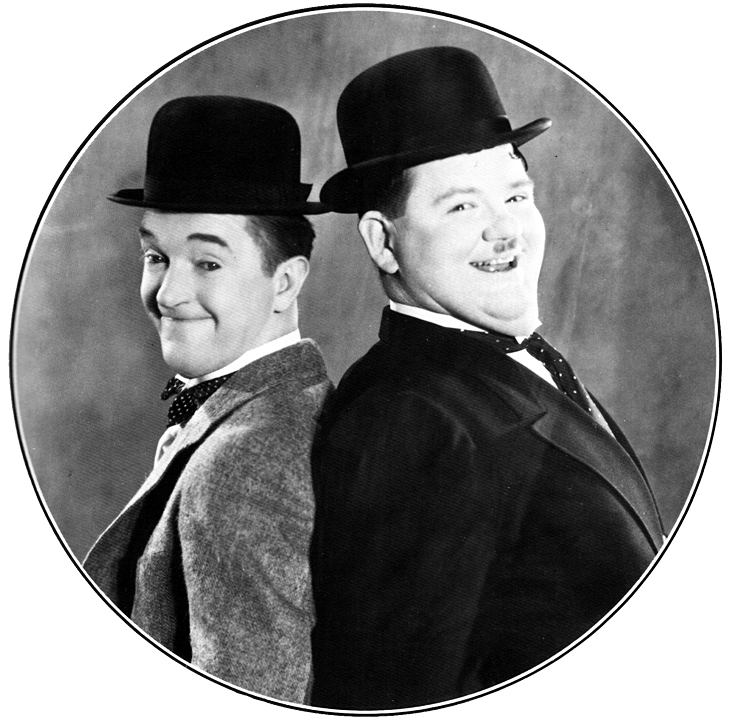
로럴과 하디

더블 액트(double act) 또는 코미디 듀오(comedy duo)는 영국 뮤직홀 전통과 미국 보드빌에서 유래한 코미디의 한 형태로, 두 명의 코미디언이 싱글 액트(single act)로 함께 공연하며 종종 캐릭터의 성격 차이를 강조한다. 페어링(pairing)은 일반적으로 장기적이며 어떤 경우에는 아티스트의 전체 경력에 걸쳐 이루어진다. 무대, 텔레비전, 영화에서 더블 액트가 공연된다.
이 형식은 피터 쿡과 더들리 무어(쿡의 무어의 익살과 대조되는 무모한 표현), 플래너건과 앨런, 모어캠비와 와이즈 및 투 로니즈가 성공적인 연기를 펼친 영국에서 특히 인기가 있다. 이 전통은 미국에서도 휠러와 울시, 애벗과 코스텔로, 갤러거와 션, 번스와 앨런, 라이언스와 요스코와 같은 행위로 이어졌다. 영국-미국 코미디 더블 액트인 로렐과 하디는 세계에서 가장 인기 있는 것으로 묘사되었다.

## 상호 역할 교환이 가능한 배우
- 앤디 그리피스, 돈 노츠
- 아트 카니, 재키 글리슨
- 벤 스틸러, 오언 윌슨
- 밥 오든커크, 데이비드 크로스
- 밥 호프, 빙 크로스비
- 버드 애벗, 루 코스텔로
- 버트 레이놀즈, 돔 더루이즈
- 치치 & 총
- 코난 오브라이언, 앤디 릭터
- 데이비드 스페이드, 크리스 팔리
- 딘 마틴, 제리 루이스
- 플라이트 오브 더 콩코즈
- 프레드 아미슨, 캐리 브라운스타인
- 하비 콜먼, 팀 콘웨이
- 잭 레먼, 월터 매소
- 조니 카슨, 에드 맥마흔
- 존 조, 칼 펜
- 루실 볼, 비비안 밴스
- 페니 마셜, 신디 윌리엄스
- 사이먼 페그, 닉 프로스트
- 스모쉬
- 스탠 로럴, 올리버 하디
- 일비스